# Xã Grandview, Quận Lyon, Minnesota
Xã Grandview (tiếng Anh: Grandview Township) là một xã thuộc quận Lyon, tiểu bang Minnesota, Hoa Kỳ. Năm 2010, dân số của xã này là 288 người.